# فينكانتييري
فينكانتييري (بالإيطالية: Fincantieri) هي شركة إيطالية لصناعة السفن واليخوت. وهي شركة مملوكة للدولة، تصنع أيضًا السفن العسكرية.